# نوجال (سومالی)
نوجال (به عربی: نوجال) یک منطقهٔ مسکونی در سومالی است که در سومالی واقع شده‌است. نوجال ۵۱۶٬۷۴۹ نفر جمعیت دارد و ۱٬۶۵۰ متر بالاتر از سطح دریا واقع شده‌است.